# أمادو ألاسان
أمادو ألاسان (بالفرنسية: Amadou Alassane)‏ هو لاعب كرة قدم فرنسي وموريتاني، ولد في 7 أبريل 1983 في لو هافر في فرنسا. لعب مع نادي لوهافر.

## وصلات خارجية
- أمادو ألاسان على موقع إي إس بي إن إف سي (الإنجليزية)
- أمادو ألاسان على موقع قاعدة بيانات كرة القدم.إي يو (الإنجليزية)
- أمادو ألاسان على موقع Soccerway.com (الإنجليزية)